# 效益主義 (書)
《效益主義》（英語：Utilitarianism），或譯《功利主義》，乃一本倫理學經典著作，由約翰·史都華·彌爾於1863年完成，主要介紹效益主義與論證效益主義宜作道德基礎。

## 內容
約翰·史都華·彌爾於《效益主義》指，其處身之時代，有很多人斥罵效益主義，而當中有些人更是對效益主義不瞭解或者有所誤解（例如連效益主義之定義也不清楚） ，而胡亂指罵效益主義。於是，彌爾決定撰寫有關效益主義文章，用以澄清兼辯護。之後再結集，加以修訂，出《效益主義》 一書。彌爾於《效益主義》第一章，說出了其寫有關文章之原因。
於第二章，彌爾說出效益主義最基本的定義 。效益主義是一個道德基礎，視促進幸福之行為作正確，視傾向不幸之為作錯誤。幸福就是快樂，沒有痛苦。不幸福就是痛苦，而缺乏快樂。跟住，彌爾再加以闡釋，所追求之快樂不應局限於量，還要顧及質素。至於計算效益方面，彌爾指，要計算效益之準則乃，人人均等，無人可以超然，以傾向於最多人快樂，最少人受苦為正確。
於第三章，彌爾闡述可以如何制裁違反效益原則之人。外在制裁方式包括，受人指責與令人失望等。內在制裁方式包括，良心責備。
於第四章，彌爾指出，效益主義之所以應該作為道德基礎之原因。彌爾斷言，幸福乃每個人惟一所追求然。財富、名聲、權力等，之所以有人追求，是因為此等皆昔為達至幸福之方式，而今已成為幸福之一部分。
於第五章，彌爾指出，公義與效益之關係。彌爾指，世界上有很多人，對何乃公義皆有不同觀點，而這樣就讓公義的意思變得含糊不清。彌爾認為，效益主義就是最可以為公義立下定義。另外，彌爾又指當有些情況，如果作為詳細規條的第二原則（例如一些律例）有違作為第一原則的道德基礎，那就要違反第二原則，以遵守第一原則，以達至效益。

## 影響
《效益主義》仍乃「有史以來，最著名的效益主義辯護書」，並且仍然被廣泛分配在世界各地的大學倫理課程中。 效益主義在很大程度上歸功於密爾，在英美哲學中迅速成為主導的倫理理論。效益主義始終是當今倫理理論的現實選擇。